# Florian Musso
Florian (Hans Herbert) Musso  (* 2. Mai 1956 in Köln) ist ein deutscher Architekt und emeritierter Universitätsprofessor.

## Werdegang
Nach dem Abitur 1974 studierte Musso Architektur an der Universität Stuttgart und der University of Virginia bis zum Abschluss Diplom-Ingenieur 1982. Er war von 1982 bis 1986 Assistent an der RWTH Aachen und der École polytechnique fédérale de Lausanne und 1987 Oberassistent an der ETH Zürich. Seit 1987 betreibt Musso ein Architekturbüro mit Claudine Lorenz in Sion/CH (seit 2002 München). 1989 bis 1999 lehrte er Konstruktion an der EIA Fribourg und wurde 2002 als Ordinarius für Entwerfen, Baukonstruktion und Baustoffkunde an die TU München berufen. Musso war Gastprofessor an der University of Pennsylvania und der University of Arizona.

## Bauten mit Claudine Lorenz
- 1997: Rathaus, Monthey
- 1997: Kontrollturm Militärflughafen, Sion[1]
- 1991–1999: Festhalle und Dreifachsporthalle, Fribourg[2]
- 1995–1999: Wasserkraftwerk Bieudron, Nendaz
- 1999: Ausbildungszentrum Swisscom, Martigny
- 2. SBB-Rheinbrücke, Basel
- Bahnhof Leuk
- Besucherzentrum und Pumpspeicherkraftwerk Veytaux, Montreux/[3]

## Auszeichnungen und Preise
- 1997: Schweizer Solarpreis[4][5]
- 2009: Chevalier des Ordre national du Mérite für den Einsatz in der deutsch-französischen Hochschul-Zusammenarbeit[4]

## Publikationen
- F. Musso Gesamtpublikationsliste Google Scholar

Auswahl
- F. Musso, „Vom Systembau zum Bauen mit System“, Ludwig Kiel 2016, ISBN 978-3-86935-289-3
- J.Weber, F.Musso, „Natursteinführer München“, Schiermeier München 2015, ISBN 978-3-943866-31-5
- G.Giebeler, R.Fisch, H.Krause, F.Musso, KH.Petzinka, A.Rudolphi, „Atlas Sanierung“, Birkhäuser Verlag Basel 2008, ISBN 978-3-7643-8874-4
- Roland Krippner, F.Musso, „Fassadenöffnungen“, Birkhäuser Basics Basel 2008, ISBN 978-3-7643-8467-8
- M.Kleinen, W.Lewitzki, F.Musso, „Holzbaudetails“, Werner Düsseldorf 1989, ISBN 3-8041-2563-8
- C.Schittich (Hrsg.), „Einfach Bauen“, Detail München 2005, ISBN 978-3-7643-7270-5
- C.Humbel, „Junge Schweizer Architekten“, Artemis Zürich 1995, ISBN 3-7608-8439-3
- W.E.Christen Hrsg., Schweizer Architekturführer, Bd. 3 Wallis, Werk Verlag Zürich 1996, ISBN 3-9091-45-13-2